# Partido Comunista da Austrália (Marxista-Leninista)
O Partido Comunista Australiano (Marxista-Leninista) (abrev. PCA) é um partido comunista australiano que descreve sua ideologia como sendo influenciada pelas obras de Karl Marx, Engels, Lenin, Stalin, Mao e Ted Hill. O partido foi formado em 1964 por ex-líderes do Partido Comunista da Austrália.
A teoria do partido é única entre os marxista-leninistas australianos devido à sua crença de que uma revolução para alcançar a independência nacional do imperialismo Americano principalmente é um passo essencial na luta para abranger uma República socialista na Austrália.

## Fundação
O PCA foi formado no ano de 1964 como a manifestação do dentro do Partido Comunista da Austrália, que ocorreu parcialmente como resultado da submissão de alguns líderes do Partido Comunista da Austrália às afirmações soviéticas sobre o Movimento Comunista Internacional, contra a posição acordada do partido australiano sobre a ruptura sino-soviética. O nome surgiu devido à crença de que "a linha Marxista-Leninista é defendida sobretudo pelo Partido Comunista da China, e a linha não marxista é defendida pelos dirigentes do Partido Comunista da União Soviética ". Os líderes nacionais do Partido Comunista da Austrália endossaram formalmente o Partido Comunista Soviético, levando aqueles dentro da facção pró-China a acreditarem que o partido havia abandonado "os princípios universais do marxismo-leninismo".
A figura principal do grupo separatista foi Ted Hill, um advogado de Melbourne que havia sido secretário de estado vitoriano do CPA. Outras figuras notáveis foram Paddy Malone e Norm Gallagher da Builders Laborers Federation, Clarrie O'Shea do Tramways Union e Ted Bull da Waterside Workers Federation.

## 1970 a 1990
O partido exerceu influência considerável sobre o movimento estudantil militante na Austrália durante o final dos anos 1960 e início dos anos 1970 em campi como a Monash University e a LaTrobe University em Melbourne, bem como a Flinders University em Adelaide por meio de sua afiliada, a Worker-Student Alliance. Um líder notável da Worker-Student Alliance na época era o veterano ativista político Albert Langer.
O partido também teve uma influência considerável dentro do movimento sindical australiano desde o início até a década de 1980. Clarrie O'Shea era vice-presidente do partido na época de sua prisão em 1969, o que levou a uma greve geral sem precedentes em toda a Austrália até que sua libertação fosse garantida. Norm Gallagher liderou a Builders Laborers Federation por mais de uma década, período durante o qual ele foi uma figura nacionalmente conhecida e controversa. Outros membros do partido, como John Cummins e Jim Bacon, também foram figuras proeminentes do BLF nas décadas de 1970 e 1980. Nos anos que se seguiram ao cancelamento do registro do BLF em 1986, a influência do CPA (ML) dentro do movimento sindical começou a diminuir.
Durante as décadas de 1980 e 1990, a maioria dos membros fundadores do CPA (ML) morreram ou aposentaram-se. A aposentadoria de Ted Hill em 1986 e a morte em 1988 deixaram o partido sem sua figura pública mais reconhecida.

## Atividade atual
O partido deixou de publicar uma versão impressa de seu jornal Vanguard regularmente no final de 2014. No entanto, continua a publicar uma edição especial do primeiro de maio do jornal a cada ano, bem como lança várias publicações periodicamente. Não se sabe quantos membros o partido tem, visto que mantém estrita observância de sua política de fundação de manter a grande maioria de seus membros em segredo. Eles têm um novo site desde 25 de outubro de 2014.